# Hypsibius exemplaris
Espèce
Hypsibius exemplaris est une espèce de tardigrades de la famille des Hypsibiidae.

## Distribution
Il s'agit d'une espèce sélectionnée dans les laboratoires, proche de Hypsibius dujardini.

## Taxonomie et systématique
Cette espèce admet les synonymes suivants :
- Hypsibius dujardini Doyère, 1840 (protonyme)

## Étymologie
Cette espèce est nommée « exemplaire » du fait de sa « large utilisation de l'espèce comme modèle de laboratoire pour divers types d'études scientifiques ».

## Publication originale
- Gąsiorek, 2018 : An integrative redescription of Hypsibius dujardini (Doyère, 1840), the nominal taxon for Hypsibioidea (Tardigrada : Eutardigrada). DOI 10.11646/zootaxa.4415.1.2.